# Parete Bianca
Parete Bianca är ett berg i Österrike, på gränsen till Italien. Det ligger i den västra delen av landet, 400 km väster om huvudstaden Wien. Toppen på Parete Bianca är 3 017 meter över havet, eller 191 meter över den omgivande terrängen. Bredden vid basen är 0,87 km.
Terrängen runt Parete Bianca är huvudsakligen bergig. Runt Parete Bianca är det ganska glesbefolkat, med 32 invånare per kvadratkilometer.. Närmaste större samhälle är Neustift im Stubaital, 14,9 km norr om Parete Bianca. 
Trakten runt Parete Bianca består i huvudsak av gräsmarker.